# Alejo Fortique
Alejo Fortique González (Valencia, 17 de julio de 1797-Londres, 28 de octubre de 1845) fue un abogado, político y diplomático, muy cercano a José Antonio Páez, contribuyó decisivamente a lograr la separación de Venezuela de la Gran Colombia. En 1830, en la Asamblea Constituyente de Valencia, asiste como delegado por Caracas y pide el destierro del Libertador Simón Bolívar.

## Biografía

### Primeros años
Hijo de Florentino Fortique y de María Antonia González. Egresó de la Universidad de Caracas —hoy Universidad Central de Venezuela— como bachiller en artes en 1817, prosiguió con sus estudios de latinidad, retórica, lógica aristotélica en la misma casa de estudios y obtuvo el título de bachiller en sagrada teología; luego, el 28 de marzo de 1822, logró la licenciatura y el 18 de abril de 1824, el doctorado en derecho civil. Posteriormente, trabajó en el bufete de Tomas José Hernández Sanabria; luego entre los años 1825 y 1829 Fortique se desempeñó como síndico del Ilustre Consejo Municipal de Caracas.

### Vida pública

#### Durante el gobierno de los conservadores
En 1830 es electo como diputado por la Provincia de Caracas ante el Congreso de Valencia. Se le comisiona junto a Martín Tovar Ponte para que ambos fueran a encontrarse con el general José Tadeo Monagas y poner fin a la Revolución Integradora.
Posteriormente viaja a Europa en 1832,  donde procede a estudiar sus instituciones especialmente las de Francia e Inglaterra regresa en 1834 a Venezuela; es nombrado representante ante el Congreso Nacional, al finalizar su representación es designado juez de Primera Instancia en el Primer Circuito de la Provincia de Caracas, posteriormente se desempeñó como ministro de la Corte Suprema de Justicia.
En 1838 es nombrado ministro plenipotenciario de la República de Venezuela en Londres. Misión que cumple durante seis años, destacando entre sus trabajos diplomáticos tres: 
- 1.- El arreglo de la deuda externa contraída por la Gran Colombia con Inglaterra y la cual se comprometen a pagar las naciones resultantes de la separación, es decir: Venezuela, Nueva Granada y Ecuador.
- 2.- El Tratado de Paz y Amistad entre Venezuela y España de 1845.
- 3.- El reconocimiento por esta de la independencia de su antigua provincia de ultramar.

En su desempeño como diplomático, el momento más álgido fue cuando tuvo que hacerle frente a las políticas limítrofes de Gran Bretaña en relación con el territorio de la Guayana británica y sus límites; pues el gobierno de la Gran Bretaña el 13 de enero de 1841, unilateralmente envió una comunicación participando que había comisionado a Robert Schomburgk, para reconocer el territorio de la Guayana británica y fijar los límites que la separan de Venezuela. Schomburgk desde 1835 había explorado y levantado un mapa de la Guayana británica al penetrar y recorrer el territorio sin autorización y participación del Gobierno venezolano, llegando hasta rebautizar con el nombre de William IV, el río Esequibo. Con aquellas exploraciones se violaba la territorialidad y soberanía venezolana. Schomburgk usó el mapa alterado en su recorrido y en vez de colocar como límites entre Venezuela y la Guayana británica. Mapa que les fue ocultado a los abogados y jueces, representantes venezolanos ante el Tribunal Arbitral de París de 1899.
El diplomático carabobeño falleció en Londres, el 28 de octubre de 1845. Desde el 30 de abril de 1876 sus restos reposan en el Panteón Nacional. Asimismo, la cuestión de los límites entre Venezuela y la Guayana Británica, que quedó sin resolver, por muerte de Fortique, y que tuvo como centro de disputa la diferencia entre el límite propuesto por Venezuela, el río Esequibo y el propuesto por Inglaterra, mucho más a Occidente sobre la línea del río Moroco.